# شو ساتو
شو ساتو (ژاپنی: 佐藤 祥؛ زادهٔ ۲۲ ژوئیهٔ ۱۹۹۳) یک بازیکن فوتبال اهل ژاپن است.
از باشگاه‌هایی که در آن بازی کرده‌است می‌توان به باشگاه فوتبال جف یونایتد چیبا، باشگاه فوتبال بلاوبلیتز آکیتا، باشگاه فوتبال میتو هولیهوک و باشگاه فوتبال تسپاکوستاسو گونما اشاره کرد.